# Geoffroy du Breuil af Vigeois
Geoffroy du Breuil af Vigeois var en fransk historieskriver i det 12. århundrede.
Han blev oplært i benediktinerklostret Saint Martial i Limoges, der havde et stort bibliotek.
Geoffroy blev abbed i Vigeois (1170-1184), hvor han skrev sin Chroniques om nogle af de lokale store familier (ofte Geoffroys egne forfædre og slægtninge) og fortæller om hændelser fra 994 til 1184: udbruddet af ergotisme i Limousin-området, forberedelserne til det første korstog, forskellige slag i Det hellige Land, folkedrabet på katharerne under det Albigensiske korstog i 1181, mens han ubevidst afslørede tidens sæder og skikke, og hvad man var optaget af på den tid.